# Campionato Internazionale 1918-1919
La stagione 1918-1919 è stato il nono Campionato Internazionale, e ha visto campione l'Hockey Club Rosey-Gstaad.

## Gruppi

### Gruppo 1

#### Classifica
| Posizione | Squadra         | G | V | N | P | GF | GF | DR  | Punti | Osservazioni            |
| --------- | --------------- | - | - | - | - | -- | -- | --- | ----- | ----------------------- |
| 1.        | Bellerive Vevey | 2 | 2 | 0 | 0 | 11 | 1  | 10  | 4     | Qualificato alla finale |
| 2.        | HC Bern         | 2 | 1 | 0 | 1 | 6  | 5  | 1   | 2     |                         |
| 3.        | Servette        | 2 | 0 | 0 | 2 | 1  | 12 | -11 | 0     |                         |

#### Risultati
| Les Avants 25 gennaio 1919 | Bellerive Vevey | 4 – 1 referto | HC Bern |  |

| Les Avants 25 gennaio 1919 | Bellerive Vevey | 7 – 0 referto | Servette |  |

| Les Avants 25 gennaio 1919 | HC Bern | 5 – 1 referto | Servette |  |

### Gruppo 2

#### Classifica
| Posizione | Squadra      | G | V | N | P | GF | GF | DR  | Punti | Osservazioni            |
| --------- | ------------ | - | - | - | - | -- | -- | --- | ----- | ----------------------- |
| 1.        | Rosey-Gstaad | 2 | 2 | 0 | 0 | 8  | 1  | 7   | 4     | Qualificato alla finale |
| 2.        | CP Lausanne  | 2 | 1 | 0 | 1 | 9  | 5  | 4   | 2     |                         |
| 3.        | Caux         | 2 | 0 | 0 | 2 | 1  | 12 | -11 | 0     |                         |

#### Risultati
| Les Avants 25 gennaio 1919 | Rosey-Gstaad | 4 – 0 referto | Caux |  |

| Les Avants 25 gennaio 1919 | Rosey-Gstaad | 4 – 1 referto | CP Lausanne |  |

| Les Avants 25 gennaio 1919 | Caux | 1 – 8 referto | CP Lausanne |  |

## Finale
| Caux 3 febbraio 1918 | Rosey-Gstaad | 2 – 0 referto | Bellerive Vevey |  |

## Verdetti
| Campionato Internazionale 1918-1919 | Campionato Internazionale 1918-1919 |
| ----------------------------------- | ----------------------------------- |
| Campionato Internazionale           | Rosey-Gstaad                        |